# 日盛国際商業銀行
日盛国際商業銀行（にっせいこくさいしょうぎょうぎんこう）は、かつて台湾の台北市に本社のあった商業銀行である。

## 歴史
1992年4月9日に「宝島商業銀行」として誕生し、2001年12月1日に商号を「日盛国際商業銀行」に変更した。2002年2月5日には日盛證券と経営統合を行い日盛金融控股が成立し、同時に当フィナンシャル・ホールディングスの子会社となった。
2006年5月10日に新生銀行は日盛金融控股に対する戦略的投資を行うことで合意したと発表した。
2022年11月11日、日盛金控は富邦金控傘下になることを発表した。
2023年4月1日、台北富邦銀行に吸収合併され消滅した。